# Чарли Чан на скачках
«Чарли Чан на скачках» (англ. Charlie Chan at the Race Track) — детективный фильм с элементами комедии режиссёра Х. Брюса Хамберстоуна, который вышел на экраны в 1936 году.
Это двенадцатый фильм кинокомпании 20th Century Fox о знаменитом гавайском детективе Чарли Чане, роль которого сыграл Уорнер Оулэнд. В этом фильме Чарли Чан расследует убийство своего старого друга, владельца лошади-чемпиона по кличке Аваланш, майора Кента (Джордж Ирвинг), которое обставлено как несчастный случай. Основным подозреваемым является известный спортсмен Джордж Честер (Алан Дайнхарт), который недавно женился на дочери майора (Глория Рой) и теперь становится основным владельцем лошади. Другими подозреваемыми становятся тренер лошади Бэгли (Гэвин Мьюир), который случайно выстрелил в Чана; конкурент-конезаводчик Фентон (Джонатан Хейл) который стремился купить Аваланш; профессиональный игрок на скачках Дэнни Бартон (Дж. П. Хантли), сделавший крупную ставку против Аваланш, а также секретарь Кента Брюс Роджерс (Томас Бек), который остро нуждается в деньгах, потому что хочет жениться на Элис Фентон. Большая часть фильма происходит на борту парохода, следующего курсом из Гонолулу в Лос-Анджелес. Чан в итоге догадывается, что убийство совершенно преступной бандой, играющей на скачках с тем, чтобы Аваланш не смогла победить в предстоящих соревнованиях на ипподроме Санта-Анита. С помощью хитрой уловки детективу удаётся разоблачить преступников.
Несмотря на некоторые погрешности в сценарии, фильм в целом получил положительные отзывы современной критики за увлекательный сюжет, качественную режиссуру, быстрый темп повествования и юмор.

## Сюжет
Ли Чан (Кей Люк) заходит в кабинет к отцу, детективу гавайской полиции Чарли Чану (Уорнер Оулэнд), сообщая, что сейчас на скачках в Мельбурне участвует лошадь по кличке Аваланш, которая принадлежит его другу майору Кенту (Джордж Ирвинг). Все подчинённые Чана мгновенно направляются к радио слушать репортаж о ходе забега. Аваланш, которая ныне принадлежит известному американскому спортсмену Джорджу Честеру (Алан Дайнхарт), считается одной из лучших лошадей. Майор подарил Аваланш Честеру после того, как тот женился на его дочери Кэтрин (Глория Рой), тем самым желая сохранить всё самое ценное в семье. На ипподроме в соседней в Кентом ложе сидит один из его главных соперников Уоррен Фентон (Джонатан Хейл), который мечтает заполучить Аваланш. По указанию Кента его помощник Брюс Роджерс (Томас Бек) сделал ставку на Аваланш, которая лидировала почти всю дистанцию, но на самом финише сфолила на другой лошади. После скачек жокей «Тип» Коллинз (Фрэнки Дарро) и тренер лошади Бэгли (Гэвин Мьюир) валят вину за провал друг на друга. Кент понимает, что Коллинза подкупили. Судья (Уолли Дин) дисквалифицирует Аваланш и отстраняет Коллинза от скачек на два года. Вскоре, оставшись наедине с Бэгли, Коллинз оправдывается, что проиграл по его указанию. Тот не доволен, так как просил обставить всё как несчастный случай, после чего платит жокею две тысячи долларов вместо обещанных пяти и требует, чтобы тот залёг на дно.
Майор Кент заявляет своим знакомым, что за этим стоит преступная игорная сеть, Честер же успокаивает его, что они ещё всё отыграют. Майор напоминает, что они впервые везут Аваланш в Америку, и у них должна быть безупречная репутация. Кент решает разобраться в этом деле и просит Брюса связаться с Чарли Чаном (Уорнер Оулэнд) по телеграфу. Он просит сообщить Чану все подробности произошедшего и договориться с детективом о встрече в порту Гонолулу. На следующий день корабль отплывает из Австралии в Америку, а вскоре капитан вносит в судовой журнал запись о гибели майора Кента, которого убила собственная лошадь в стойле. Чан с удивлением читает об этом в газете, после чего отправляется встречать корабль.
На борту корабельный доктор Джонсон (Бут Говард) сообщает детективу, что копыто Аваланш оставило после удара глубокий отпечаток на голове майора Кента. Чан знакомится с Брюсом и Честером, а также с Фентоном, который везёт в Америку нескольких своих лошадей, в том числе ту, которая должна участвовать в скачках вместе с Аваланш. Чан просит капитана (Сэм Флинт) показать ему место гибели Кента и осматривает Аваланш, а затем просит пригласить конюха. Фентон подзывает Стримлайна (Джон Генри Аллен), который спит вместе со своей обезьянкой Лоллипоп. При осмотре стойла, где погиб майор, Чан по расположению тела и следам крови устанавливает, что лошадь не могла убить Кента. Детектив предполагает, что кто-то проломил майору череп тяжёлым предметом, а затем перенёс тело в конец стойла, чтобы свалить убийство на лошадь. В этот момент обезьянка запрыгивает на спину Аваланш, что приводит ту в серьёзное беспокойство. Бэгли предполагает, что когда майор был в стойле, обезьянка могла запрыгнуть на Аваланш и та пришла в ярость, ударив майора. В кабинете капитана Чан демонстрирует ему и шефу полиции (Роберт Уорик) металлическое крепление в форме подковы, говоря, что точно такая же деталь пропала с грузовой палубы возле стойла. Он показывает, что от удара этой деталью остаётся точно такой же след, как на голове майора. Убедившись, что было совершено убийство, шеф полиции поручает Чану продолжить расследование непосредственно в ходе дальнейшего плавания.
Когда перед отплытием корабля Чан беседует с Честером и Фентоном, Честеру передают письмо, которое тот читает своим собеседникам. Автор письма требует от Честера не выставлять Аваланш в гандикапе «Санта-Хуанита», угрожая смертью лошади. После этого, по просьбе Чана, Честер достаёт очки, чтобы прочитать штамп со временем отправки письма (оно отправлено 10 минут назад). Фентон считает Аваланш слишком ценной лошадью, чтобы рисковать ей. Он предлагает Честеру 20 тысяч долларов, чтобы спрятать лошадь на год на своей племенной ферме. Честер однако намерен выполнить волю майора и добиться участия Аваланш в скачках, просто усилив охрану лошади. Чан забирает письмо и уходит.
После отплытия корабля Чан заходит в свою каюту, где видит сына Ли, который устроился на корабль юнгой. Они устанавливают, что письмо напечатано на фирменном бланке корабля, значит, это сделал кто-то из пассажиров. Ли предлагает по особенностям печати найти машинку и таким образом вычислить автора. Чан разрешает Ли под видом обслуживания номеров осмотреть все печатные машинки на корабле. Тем временем на палубе Брюс обещает Элис, дочери Фентона (Хелен Вуд), заработать на Аваланш достаточно денег, чтобы сделать ей предложение, однако она отказывается от такого брака, так как не хочет, чтобы её муж был связан со скачками или ставками. Брюс обещает ей, что скачки на ипподроме «Санта-Хуанита» будут последними, когда он сделает ставку, и они целуются. Вскоре Ли приносит отцу текст, напечатанный на машинке Фентона, отмечая, что это та же машинка, на которой было напечатано письмо Честеру. Чан однако отвечает, что письмо на машинке Фентона также мог напечатать и кто-то другой.
Честер оставляет жену Кэтрин с Фентоном, направляясь в стойло проверить лошадей. Кэтрин просит Фентона уговорить мужа продать ему Аваланш. Когда к ним подходит Чан, Фентон у себя в кармане обнаруживает письмо, в котором говорится, что мёртвая лошадь не стоит 20 тысяч долларов. Чан забирает письмо, обещая во всём разобраться. За этой сценой незаметно наблюдает Коллинз. Фентон отправляет Кэтрин в каюту, а сам идёт к Честеру.
Профессиональный игрок на скачках Денни Бартон (Дж. П. Хантли) в холле любезничает с Элис, обещая жениться на ней, если Брюс не сделает этого. Элис говорит, что Брюс не женится потому, что сначала хочет иметь достаточно средств, чтобы обеспечить ей достойную жизнь. К ним подсаживается Чан. Денни вопреки прогнозам сделал ставку в Кубке Мельбурна на лошадь по кличке Стардаст и крупно выиграл. К ним подбегает Брюс с запиской, в которой ему кто-то угрожает и требует, чтобы он не лез не в свои дела. В этот момент официант передаёт Денни записку, в которой говорится, что мёртвая лошадь не может выиграть. Письмо получает и Честер, когда встречает Чана в холле. Надев очки, он читает требование снять Аваланш со скачек в Санта-Монике. Чан говорит Честеру, что его секретарь Брюс и Дэнни Бартон также получили записки с угрозами. Пока они разговаривают, сверху падает ещё одна записка, на этот раз на имя Чана. В ней Ли на китайском языке информирует отца, что доставил до адресатов все его письма.
Когда Чан возвращается в свою каюту, его срочно вызывают в отсек, где находится стойло с лошадьми. Там начался пожар, который однако вскоре удаётся потушить. Честер говорит Чану, что кто-то устроил пожар, чтобы воплотить угрозу в отношении Аваланш. Детектив показывает, что пожар устроили прямо под противопожарным автоматом, понимая, что он быстро потухнет, и большого ущерба не будет. Честер считает, что это предупреждение о том, что они могут уничтожить Аваланш. Матрос Смитерс (Билли Уэйн), которому было поручено охранять Аваланш, говорит, что одна из стрел заскрипела, из-за чего Аваланш стала нервничать. Спустившийся Честер поговорил об этом с Бэгли, и тот отправил матроса починить её. Бэгли говорит, что отходил в этот момент на 15 минут, поручив Стримлайну последить за лошадью, а тот, выпив джина, заснул. Честер поручает Бегли постоянно лично находится у лошади. Бегли просит Стримлайна принести из его каюты пистолет и патроны. Осматривая обгоревший угол, Чан находит там использованный коробок спичек. Стримлайн приносит пистолет и пули. Когда Честер заряжает пистолет, он случайно стреляет, попадая Чану в ногу. Детектива доставляют в его каюту и укладывают в постель, куда проникает и Ли. Проведя эксперимент с горящей сигаретой и коробкой спичек, Чан выясняет, что спички подожгли за 12 минут до того, как вспыхнул пожар. Ли говорит, что Бэгли был в своей комнате лишь 10 минут, когда услышал сигнал, так что мог всё это устроить, также как и Честер, так как охраны в тот момент в стойле не было. Коллинз следит за ними через иллюминатор. Стюард задерживает Ли за то, что тот вместо работы шастает по каютем, и уводит его в карцер, а Чан ложится спать.
По прибытии в Лос-Анджелес Честер в порту позирует с Аваланш для фоторепортёров, обещая, что его лошадь обязательно примет участие в скачках. Там же Честер знакомит Чана с жокеем Эдди Бриллом (Фрэнк Коглэн-младший), с которым работал раньше. Фентон в свою очередь рассказывает журналистам, что рассчитывает на привезённую из Австралии лошадь Галлант Лэд, которая также примет участие в предстоящих скачках. В этот момент, когда обезьянка Лоллипоп запрыгивает на лошадь с попоной «Галлант Лэд», та начинает вырываться и дёргаться. Затем обезьяна перепрыгивает на спину лошади в попоне «Аваланш», и эта лошадь ведёт себя совершенно спокойно. Чан обращает внимание Ли, что до пожара Аваланш бесилась от обезьяны, а теперь от неё бесится Галлант Лэд. Он предполагает, что лошадей кто-то поменял между собой. Действительно, как говорит Ли, внешне обе лошади очень похожи и имеют одинаковое телосложение.
В конюшне Бэгли встречает Коллинза, который заявляет ему, что под видом Аваланш тот только что отправил Галлант Лэда. Коллинз продолжает, что так можно обмануть Честера, но не его, и обвиняет Бэгли в том, что тот совершил подмену во время пожара. Когда Коллинз просит разъяснений, Бэгли ведёт его с собой. В этот момент проходит совещание семерых членов мафии подпольных игроков на скачках. Они исходят из того, что не заработают ни цента, поставив на Аваланш, так как эта лошадь является явным фаворитом. Но Аваланш ранее никто не видел в Америке, и теперь, когда преступники её подменили, Аваланш примет участие под другим именем. Сделав на неё ставки с коэффициентом 20 к 1, они собираются получить крупный выигрыш. Коллинза обещают взять в дело, одновременно Бэгли незаметно поручает Лефти (Пол Фикс) убрать Коллинза. Затем Бэгли даёт Коллинзу 200 долларов, и Лефти увозит его.
Начальник охраны Уэйд (Айван Миллер) показывает Чану ипподром «Санта-Хуанита», обещая ему поддержку. Фентон и Честер наблюдают за тренировкой Галлант Лэда, после чего на треке появляется Аваланш, которая крайне возбуждена и не хочет подчиняться всаднику. Тем временем Чан изучает работу устройства для фотофиниша. Вернувшись в номер, Чан и Ли заключают, что, чтобы скрыть подмену лошадей, злоумышленники нанесли на лоб Галлант Лэда пятно чёрной краской, а на лоб Аваланш — белой. Ли принёс бутылочку с краской, подтверждающей это. Однако сегодня на тренировке Галлант Лэд пришёл на секунду быстрее лучшего времени Аваланш. После тренировки Чан собрал пену изо рта возбуждённой «Аваланш». Химический анализ показал, что в её крови очень мощный стимулятор для сердца. Это делается для того, все поверили, что это лошадь-чемпион. Ли решает, что Честер и Фентон в сговоре, чтобы обмануть публику. Чан же подозревает, что существует ещё и преступная группа, которая обманывает и Честера, и Фентона. В этот момент Бэгли, который подслушал этот разговор, открывает окно и стреляет в квартиру. Выстрел проходит мимо, и Бэгли убегает неопознанным. Чан поручает Ли утром арендовать фургончик в прачечной и самому одеться как курьер из прачечной.
Собравшаяся банда обсуждает ситуацию, опасаясь Чана, однако Бэгли заверяет, что у него всё под контролем. Входящий в банду инженер на фотофинише сконструировал специальное устройство, с помощью которого во время забега на одном из участков незадолго до финиша вместо фотоаппарата будет установлено специальное орудие, заряженное дротиком. Так что если какая-либо лошадь на финальном отрезке вдруг окажется впереди Галлант Лэда, она будет поражена дротиком и выйдет из соревнований.
Наступает день скачек. Честер приходит к секретарю ассоциации скачек «Санта-Хуанита» Ленсингу (Селмер Джексон) с очередным письмом с угрозой и требованием снять Аваланш, но Ленсинг гарантирует защиту. Когда Чан и Ли выходят из номера, к ним подходят двое вооружённых бандитов и требуют следовать за ними. Их приводят в логово мафии, где члены группировки делают крупные ставки на Галлант Лэда по всей стране. Чан и остальные слышат по радио, что жокей Честера из-за угроз отказывается участвовать в скачках, следом отказываются и другие жокеи, к которым обращается Честер. Лишь Эдди Брилл соглашается на эту работу. Перед скачками ставки на Аваланш принимаются с коэффициентом 5 к 3, а на Галлант Лэда — 1 к 20. В тот момент, когда все бандиты слушают репортаж по радио, в соседней комнате Чан делает самокрутку, из которой стреляет в охраняющего их бандита, сбивая его на пол. Затем Чан и Ли вырубают бандита, забирают его оружие и сбегают через окно. На арендованном грузовичке они мчатся на ипподром, где под видом работников прачечной проходят внутрь через служебный вход. Проникнув в стойло, Чан меняет попоны на Аваланш и Галлант Лэде, а также стирает пятна у них на лбу. После этого Чан говорит Уэйду, что теперь Аваланш — это Аваланш, а Галлант Лэд — это Галлант Лэд. Теперь каждая лошадь побежит под своим настоящим именем. Это заставит банду игроков выйти на сцену и раскрыть себя.
Готовя Аваланш к скачке, Бэгли замечает, что пятно у неё на лбу настоящее, то есть это и есть Аваланш. Озабоченный, он немедленно звонит главарю мафии, что лошадей снова поменяли, и это замечает Чан. В этот момент в логово преступников врывается полиция, а Бэгли на ипподроме задерживают Уэйд и Чан. Перед стартом инженер переделывает устройство фотофиниша, вставляя в него дротик. По ходу забега Аваланш вырывается вперёд и идёт к финишу первой, опережая Галлант Лэда. Незадолго до финиша инженер стреляет дротиком в Аваланш, которая сначала притормаживает, затем снова выходит вперёд, но перед самым финишем падает.
В кабинете Лэнсинга допрашивают инженера фотофиниша, который молчит, опасаясь, что с ним поступят так же, как с Типом Коллинзом, труп которого выловили в океане около Санта-Моники. Инженера и Бэгли увозят в управление полиции. После этого Чан собирает в кабинете всех заинтересованных лиц, сообщая, что с всадником и лошадью всё в порядке. Честер спрашивает у Фентона, знал ли тот, что за 20 минут до старта Аваланш находилась в его стойле, замаскированная Галлант Лэдом. Бэгли произвёл эту подмену ещё на корабле. Чан показывает фотографию, сделанную камерой фотофиниша, на которой виден дротик в плече Аваланш. Детектив объясняет, что выстрел был произведён из аппарата, фиксирующего время, и стрелок уже арестован. Однако, когда сразу после падения Аваланш осматривал доктор, дротика в плече уже не было. По словам Чана, в тот момент все присутствующие были около животного, и кто-то из них вытащил дротик. Приступив к обыску присутствующих, охранники, к удивлению Фентона, находят дротик в его кармане, на что тот отвечает, что это Дэнни подложил ему дротик. Честер обвиняет Фентона в том, когда он отказался продавать ему Аваланш, Фентон украл его лошадь и подменил её своей, решив таким образом крупно выиграть на ставках. Охрана задерживает Фентона. Честер далее продолжает, что это Фентон убил майора Кента, который сразу бы заметил подмену лошади. Он утверждает, что Фентон ударил Кента металлическим креплением, чтобы всё выглядело так, будто его ударила Аваланш. Чан прерывает Честера, спрашивая у него, откуда тот знает об орудии убийства. Ведь помимо Чана, всего трое знали об орудии убийства — начальник полиции, капитан корабля и убийца. Таким образом Честер сам себя разоблачил. Майор узнал об игре Честера на ставках, и потому, опасаясь, что расследование установит, что он является главой нелегального игорного бизнеса, Честер убил майора. Чан обращает внимание на то, что, получив на корабле письмо с угрозами, Честер легко прочитал его без очков, потому что знал его содержание. Однако чёткий штемпель на конверте смог прочитать только в очках. То же касается и фальшивого письма, которое прислал ему Чан. Далее, когда дротик попал в Аваланш, Честер быстро удалил его, а затем подложил в карман Фентона, чтобы отвести улики от себя. В подтверждение своих слов Чан указывает на кровь Аваланш в кармане Честера, после чего Честера уводят.
Фентон признаётся Чану, что скрыл, когда первый раз заметил подмену лошадей, так как захотел нажиться на этом. Он говорит комиссару Лэнсингу, что снимает всех своих лошадей со скачек. Брюс крупно выиграл на скачках, что позволило ему сделать предложение Элис. И, наконец, вбегает Ли с ещё одной наводкой, на что Чан просит приберечь её до следующего дела.

## В ролях
- Уорнер Оулэнд — Чарли Чан
- Кей Люк — Ли Чан
- Хелен Вуд — Элис Фентон
- Томас Бек — Брюс Роджерс
- Алан Дайнхарт — Джордж Честер
- Гэвин Мьюир — Бэгли
- Глория Рой — Кэтрин Честер
- Джонатан Хейл — Уоррен Фентон
- Дж. П. Хантли — Денни Бартон
- Джордж Ирвинг — майор Кент
- Макс Вагнер — Джо
- Пол Фикс — Лефти
- Джон Роджерс — Муни
- Фрэнки Дарро — Тип Коллиз
- Фрэнк Коглан — младший — Эдди Брилл
- Джон Х. Аллен — Стимлайн Джонс
- Гарри Джэнс — Эл Меерс

## Создатели фильма и исполнители главных ролей
В период 1931—1937 годов Уорнер Оулэнд сыграл роль гавайского полицейского детектива Чарли Чана в 16 фильмах. Кроме того, он известен по исполнению роли суперзлодея доктора Фу Манчу в четырёх фильмах 1929—1931 годов, а также сыграл в таких популярных фильмах, как «Обесчещенная, или Агент X-27» (1931), «Шанхайский экспресс» (1932) и «Лондонский оборотень» (1935).
Режиссёр Х. Брюс Хамберстоун поставил такие фильмы, как «Дело о драконе-убийце» (1934), «Ночной кошмар» (1941) и «Серенада Солнечной долины» (1941), а также четыре фильма о Чарли Чане, в трёх из которых заглавную роль сыграл Оулэнд. Как отмечает историк кино Дерек Уиннерт, Хамберстоун известен тем, что ему пришла в голову идея напаивать Уорнера Оулэнда во время съёмок, чтобы тот произносил реплики в стиле, который, по замыслу режиссёра, более подходил Чарли Чану.
Кей Люк запомнился по роли Ли, сына Чарли Чана, в восьми фильмах о знаменитом детективе 1935—1937 годов, а также как детектив Джеймс Ли «Джимми» Вонг в «Призраке Чайнатауна» (1940) и позднее как дедушка (мистер Винг) в фильмах «Гремлины» (1984) и «Гремлины 2: Новенькая партия» (1990) и как восточный травник доктор Янг в фильме Вуди Аллена «Элис» (1990).

## История создания фильма
Образ заглавного героя фильма Чарли Чана был создан американским криминальным писателем Эрлом Дерром Биггерсом, однако историю и сценарий данного фильма написали голливудские авторы Лу Бреслоу и Сол Элкинс.
По данным изданий Motion Picture Herald и Liberty, некоторые сцены в фильме были сняты на ипподроме «Санта-Анита» (англ.  Santa Anita Racetrack) в Аркадии, Калифорния, и фильм содержит кадры «некоторых из самых зрелищных событий недавнего сезона скачек».
Liberty отмечает, что технический директор фильма Монро Либголд (англ.  Monroe Liebgold) ранее служил жокеем у известного коннозаводчика Х. П. Уитни (англ.  H. P. Whitney).
Фильм находился в производстве с 18 мая до середины июня 1936 года, и вышел в прокат 7 августа 1936 года.
На премьере фильма в кинотеатре Roxy Theatre в Нью-Йорке его название было указано как «На скачках с Чарли Чаном» (англ.  At the Race Track with Charlie Chan), а в рецензии Variety его назвали «Чан на скачках» (англ.  Chan at Race Track).

## Оценка фильма критикой
Рецензент журнала TV Guide обращает внимание на «стремительную, хорошо поставленную историю,… гладкий, без изъянов сценарий и чёткую режиссуру, которые держат картину на правильном пути».
Современный историк кино Деннис Шварц отмечает, что «благодаря увлекательному сюжету получается вполне приличный детективный фильм» со смешными и забавными эпизодами, например, когда «сын Номер один (Кей Люк) бегает, как курица без головы, и пытается помочь своему похищенному отцу». Вместе с тем, есть в фильме и неубедительные моменты, в частности, когда «команда мошенников подстраивает забег на таком крупном ипподроме, как Санта-Анита, сделав на лбу лошади отметку в виде белого пятна, а затем заменив её на другую лошадь, отмеченную тёмным пятном».
Дерек Уиннерт пишет, что эта «чёрно-белая детективная комедия… движется так быстро, что едва успеваешь разглядеть главного героя среди интриг на скачках, забавных афоризмов и эпизодических появлений мартышки по имени Леденец». Фильм содержит немало забавных реплик, в частности, когда непоседа Сын номер один Ли Чан спрашивает отца: «О боже, пап, когда же мы соберёмся кого-нибудь арестовать?». По мнению Хэла Эриксона, «лучшая реплика фильма звучит в конце», когда Ли взволнованно врывается в комнату с важной уликой, на что уже раскрывший дело Чарли бормочет: «Пожалуйста, прибереги эту улику для следующего дела».